# Александар Војиновић (народни херој)
Александар Војиновић  (Мирница, код Куршумлије, 7. март 1922 — Београд, 6. фебруар 1999) био је учесник Народноослободилачке борбе, генерал-потпуковник ЈНА, књижевник, амбасадор СФРЈ и народни херој Југославије.

## Биографија
Рођен је 7. марта 1922. године у Мирници, код Куршумлије. Потиче из земљорадничке породице. Након основне школе, завршио је Нижу пољопривредну школу у Прокупљу. Кратко време био је радник у Дунавској станици у Крушевцу, а 1939. године се уписао у Средњу пољопривредну школу у Ваљеву.
За време школовања у Ваљеву, повезао се са револуционарним омладинским покретом. Фебруара 1941. године, је учествовао у организовању и руковођењу штрајка ученика Средње пољопривредне школе, а марта исте године у мартовским демонстрацијама против приступања Краљевине Југославије Тројном пакту. После Априлског рата и окупације земље, прекинуо је школовање и вратио се у родни крај.

### Народноослободилачка борба
Током лета 1941. године извео је неколико акција од великог значаја. Најпре је пренео оружје из Ваљева у Куршумлију, путујући возом, а затим је, 2. августа 1941, извршио напад на хотел „Парк“ у Нишу, бацивши две бомбе на немачке официре и подофицире. По немачким извештајима, тада је погинуо 1 и рањено 5 припадника Вермахта. Овај његов подвиг снажно је одјекнуо у народу с подручја југоисточне Србије (о овој акцији, касније је написао романсирану књигу сећања под називом „Хотел Парк“). Затим је учествовао у хватању командира жандармеријске станице у Куршумлији, познатог антикомунисте. 
Непосредно после ступања у Топлички партизански одред, августа 1941, постао је члан Комунистичке партије Југославије (КПЈ). Најпре је постављен за десетара, затим за политичког делегата вода, па за заменика командира чете и командира чете. Учествовао је у бројним акцијама Одреда, за ослобођење Прокупља, Лебана, на Пасјачи с четницима Косте Пећанца и др.
Марта 1942. године, био је издан и заробљен од четника у Јабланици, а потом је предат Немцима. Депортован је у логор Алтенбах, западно од Беча. У логору је организовао бекство петорице логораша, 6. јула 1942. године. Међутим, одбегла група заробљених партизана ухваћена је недалеко од Граца, и враћена у логор. Ни други покушај бекства није успео. Трећи пут су успели, и Александар је с групом успео да дође до Словеније и ступи у партизански одред на Похорју. У словеначким партизанским јединицама вршио је разне дужности: био је комесар чете, затим помоћник политичког комесара Похорског батаљона, политички комесар батаљона у Похорском партизанском одреду, помоћник политичког комесара Похорског одреда и помоћник политичког комесара Једанаесте словеначке бригаде „Милош Зиданшек“, командант Трећег батаљона Десете словеначке (љубљанске) бригаде, начелник Штаба 18. словеначке дивизије и заменик команданта 15. словеначке дивизије. Из рата је изашао са чином мајора.

### Послератни период
После ослобођења Југославије, завршио је Војну школу „Вистрел“ у Совјетском Савезу и Командно-генералштабни колеџ Америчке армије (енгл. US Army Command and General Staff College). У Официрској школи у Сарајеву био је начелник Катедре тактике, професор тактике и начелник Класе слушалаца Више војне академије ЈНА у Београду. Имао је чин генерал-потпуковника ЈНА, с којим је пензионисан 1979. године.
Од 1974. до 1979. године био амбасадор СФРЈ у Етиопији, а после и подсекретар у Савезном секретаријату за иностране послове (ССИП).
Преминуо је 6. фебруара 1999. у Београду. Сахрањен је у Алеји заслужних грађана на Новом гробљу у Београду.
Носилац је Партизанске споменице 1941. и других југословенских одликовања, међу којима су — Орден за војне заслуге са великом звездом, Орден братства и јединства са сребрним венцем, Орден народне армије са златном звездом, Орден за храброст, два Ордена партизанске звезде са пушкама и Орден заслуга за народ са сребрном звездом. Орденом народног хероја одликован је 9. октобра 1953. године.

## Дела
Писао је дела с тематиком из Народноослободилачке борбе и о страдањима интернираних партизана у концентрационим логорима Аустрије. Позната су му дела:
- „Поново слободни „Хотел Парк““, 1958;
- „Крв није све“, 1961;
- „Једно друго море“, 1963;
- „Бели брегови Похорја“, 1963;
- „Поноћна свитања“, 1965;
- „Прогнаник“, 1967.

Објавио је и значајна војно-стручна дела: 
- „Убацивање — инфилтрација“, 1954;
- „Размишљања о принципима ратовања у атомским условима“, 1958;
- „О народном раду“, 1960.